# 富田林土木事務所
富田林土木事務所（とんだばやしどぼくじむしょ）とは、大阪府南河内地域を管轄する大阪府の土木事務所、大阪府都市整備部の出先機関
。一級河川、砂防、一般国道（指定区間外）・主要地方道・一般府道、府営公園等を管理する。

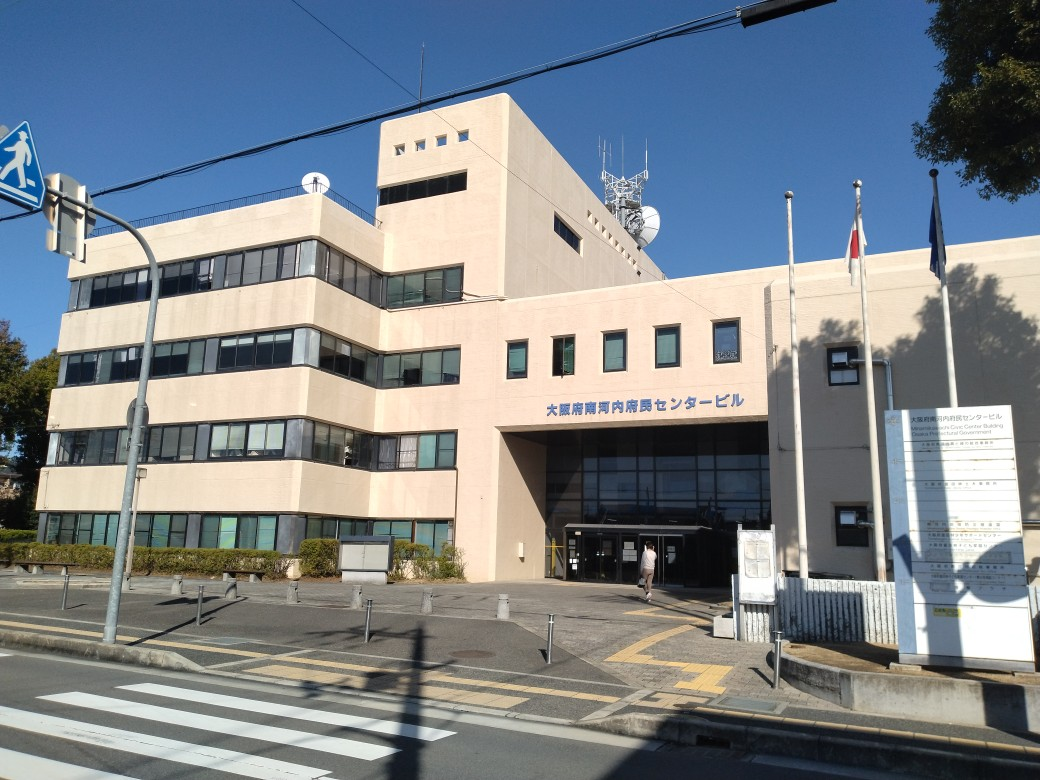
大阪府南河内府民センター
（富田林土木事務所）
（2023年11月）

## 所在地
- 本部
〒593-8324 大阪府富田林市寿町2丁目6-1（大阪府南河内府民センター内）
- 松原建設事業所
〒580-0016　松原市上田3丁目1-25
- 狭山池博物館
〒589-0007　大阪狭山市池尻中2丁目

## 管轄自治体
- 富田林市
- 河内長野市
- 松原市
- 羽曳野市
- 藤井寺市
- 大阪狭山市
- 太子町
- 河南町
- 千早赤阪村

## 管理河川
- 大和川水系
  - 西除川
    - 狭山池

  - 西除川放水路
  - 三津屋川
  - 東除川
  - 落堀川
  - 大水川
  - 平尾小川
  - 石川（柏原市域を除く）
  - 飛鳥川
  - 大乗川
  - 梅川
  - 太井川
  - 千早川
  - 水越川
  - 佐備川
  - 宇奈田川
  - 天見川
  - 石見川
  - 加賀田川

## 管理道路

### 一般国道 （指定区間外）
- 国道166号
- 国道170号（大阪外環状線及び旧道）
- 国道309号（現道及び旧道、新道（都市計画道路大阪河内長野線））
- 国道310号（現道及び旧道、新道（都市計画道路大阪河内長野線））
- 国道371号（現道及び旧道、新道（都市計画道路大阪河内長野線、大阪橋本道路））

### 主要地方道
- 大阪府道2号大阪中央環状線（現道及び旧道）
- 大阪府道12号堺大和高田線
- 大阪府道26号大阪狭山線 （現道及び旧道）
- 大阪府道27号柏原駒ヶ谷千早赤阪線
- 大阪府道31号堺羽曳野線 （現道及び旧道）
- 大阪府道32号美原太子線 （現道及び新道（都市計画道路八尾富田林線））
- 大阪府道33号富田林太子線
- 大阪府道34号堺狭山線
- 大阪府道35号堺富田林線
- 大阪府道36号泉大津美原線
- 大阪府道38号富田林泉大津線 （現道及び旧道）
- 大阪府道61号堺かつらぎ線

### 一般府道
- 大阪府道174号八尾道明寺線
- 大阪府道42号・179号住吉八尾線
- 大阪府道186号大阪羽曳野線
- 大阪府道187号大堀堺線 （現道及び新道（都市計画道路堺港大堀線））
- 大阪府道188号郡戸大堀線
- 大阪府道189号道明寺停車場線
- 大阪府道190号西藤井寺線
- 大阪府道191号島泉伊賀線
- 大阪府道192号我堂金岡線
- 大阪府道198号河内長野美原線
- 大阪府道200号上河内富田林線
- 大阪府道201号甘南備川向線
- 大阪府道202号森屋狭山線
- 大阪府道203号富田林狭山線
- 大阪府道209号東阪三日市線
- 大阪府道211号中津原寺元線
- 大阪府道214号河内長野千早城跡線 （現道及び旧道）
- 大阪府道217号大野天野線
- 大阪府道218号河内長野かつらぎ線
- 大阪府道221号加賀田片添線
- 大阪府道703号香芝太子線
- 大阪府道704号竹内河南線
- 大阪府道705号富田林五條線
- 大阪府道802号八尾河内長野自転車道線

## 管轄公園
- 長野公園
- 錦織公園
- 石川河川公園

## その他
- 狭山池博物館 - 日本最古のダム式ため池である狭山池の保存と公開を目的とする、土地開発史専門の博物館。